# Le Mâle
Pour les articles homonymes, voir Mâle (homonymie).
Le Mâle est un parfum pour homme commercialisé en 1995 par la firme du styliste français Jean-Paul Gaultier.

## Description
Le Mâle a été composé par le parfumeur Francis Kurkdjian, qui décrit le projet par la formule « mettre tout l'univers de Jean-Paul Gaultier dans un flacon », et évoque pour ce faire la nécessité d'« être comme une éponge ». Ainsi a-t-il demandé au couturier de lui raconter des souvenirs d'enfance, et c'est lorsque celui-ci lui a parlé des odeurs des marchés sur lesquels il se rendait avec sa grand-mère, que le parfumeur eut l'idée d'ajouter des notes de sauge à celles de lavande, menthe et fleur d'oranger. La fragrance, appelée en interne « Pie VII » (l'équipe étant alors persuadé qu'elle sera lancée sous le nom de « Jean-Paul II ») fait partie de la famille « oriental fougère ».
En 2003, le parfum Le Mâle était numéro un des ventes de parfums masculins en Europe, détrônant en France Eau sauvage de Dior, en tête des ventes depuis quarante ans. La même année, les Parfums Jean Paul Gaultier ont lancé, sous la marque Le Mâle, une gamme baptisée Tout beau tout propre comprenant, en plus du parfum, des produits d'hygiène pour homme, et même du maquillage (khôl, marqueur pour les ongles, et baume à lèvres légèrement pigmenté).
Le flacon (réalisé par Jean-Paul Gaultier, Alain de Mourgues , et Federico Restrepo et le groupe BPI) se caractérise par une forme de buste d'homme sans bras et sans tête, revêtu d’une marinière à la musculature proéminente, à la manière de la statuaire grecque antique, dont le design est déposé auprès de l'INPI. Réalisée par Jean-Baptiste Mondino et inspirée par le film Casablanca, campagne publicitaire fait appel à une imagerie évoquant l'homosexualité masculine.
En 2007 Le Mâle est décliné dans un nouveau parfum dénommé La Fleur du Mâle (jeu de mots avec Les Fleurs du mal) ; il reprend une partie des notes de son prédécesseur, ainsi que la forme de son flacon, mais cette fois en couleur blanche.

## Postérité
On compte parmi les marques influencées : 
- Armani Code d'Armani (2004)
- Prada pour Homme de Prada (2006)
- Fleur du Mâle de Jean Paul Gaultier (2007)
- Roadster de Cartier (2008)
- 1 Million de Paco Rabanne (2008)
- Géranium pour Monsieur de Dominique Ropion des Éditions de parfums Frédéric Malle (2009)
- Mauvais Garçon de Brecourt (2011)